# Bečov
Bečov (deutsch Hochpetsch) ist eine Gemeinde in Tschechien. Sie liegt im Bezirk Most.

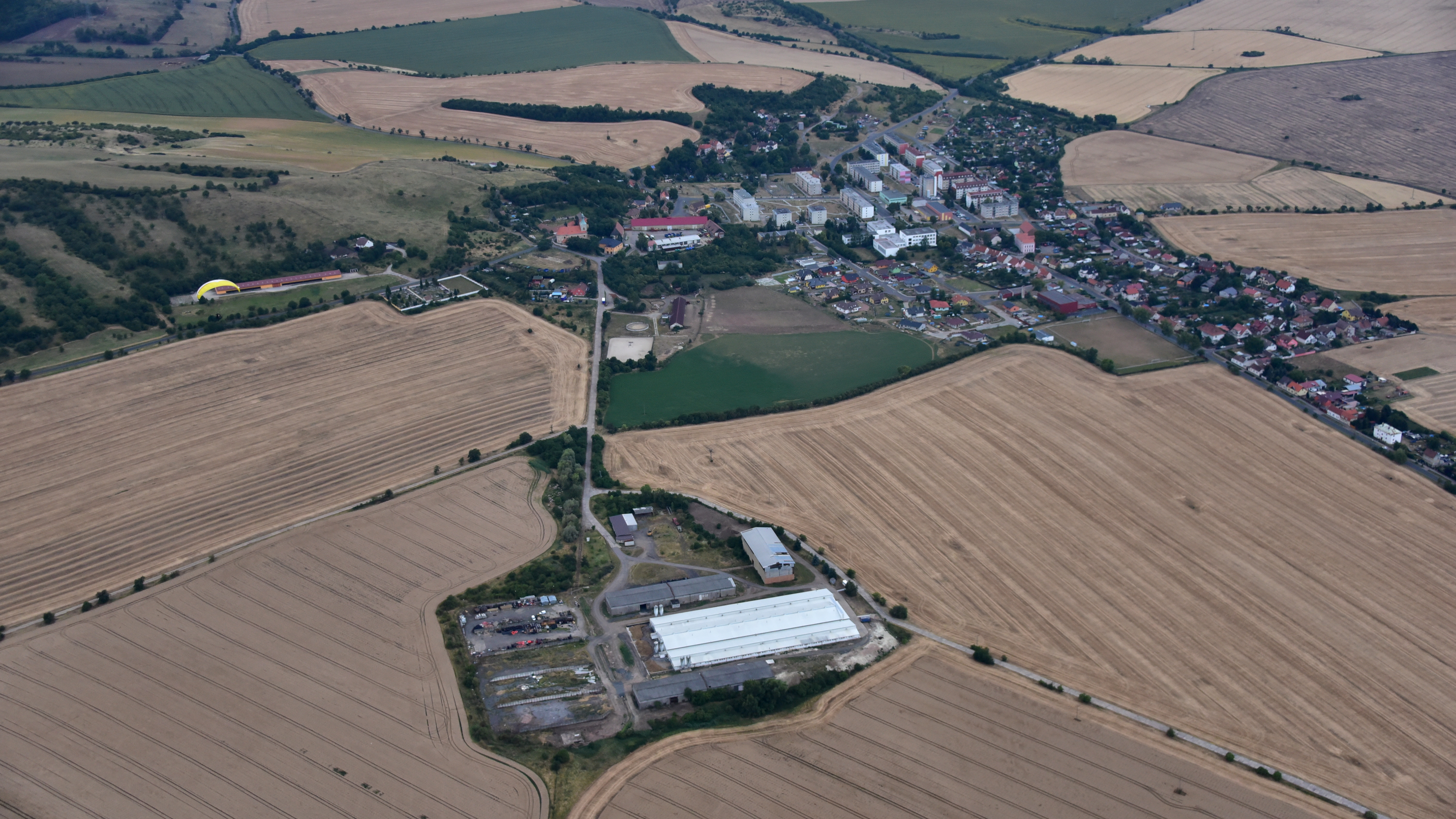
Bečov, Luftaufnahme (2018)

## Geschichte
Die älteste schriftliche Erwähnung von Peczschov stammt aus dem Jahr 1327. In der Lehenliste des Königs Johann von Böhmen erteilte er den Herren von Bergow dieses Lehen, die es wohl im gesamten 14. Jahrhundert behielten. Im 15. Jahrhundert gehörte das Gebiet den Herren von Colditz. 1502 erhielt es Diepold von Lobkowicz. 1613 schenkte Wilhelm von Lobkowicz das Dorf seiner Frau Benigna Katharina von Kolovrat. Nach dem Tod ihres Sohnes Ulrich Adam (1649) erbte dessen Ehefrau Anna Maria, geborene von Sternberg, die 1652 den Grafen Johann von Rottal heiratete, das Anwesen. Rottal übergab es 1656 Christoph Ferdinand von Lobkowicz. Die Herrschaft gehörte seit dieser Zeit zu Bilin und ab 1720 dem Raudnitzer Zweig der Lobkowicz.

## Wirtschaft
Im Ortsteil Saidschitz (Zaječice u Bečova) befinden sich die bekannten Saidschitzer Bittersalzquellen, von welchen jährlich ca. 75000 Flaschen versendet werden.

## Gemeindegliederung
Die Gemeinde Bečov besteht aus den Ortsteilen Bečov (Hochpetsch), Milá (Millay) und Zaječice (Saidschitz). Grundsiedlungseinheiten sind Bečov, Kamenná Voda (Steinwasser), Milá, Stránce (Stranitz), Zaječice und Židovice (Seidowitz). Das Gemeindegebiet gliedert sich in die Katastralbezirke Bečov u Mostu, Kamenná Voda, Milá, Stránce, Zaječice u Bečova und Židovice u Bečova.

## Sehenswürdigkeiten

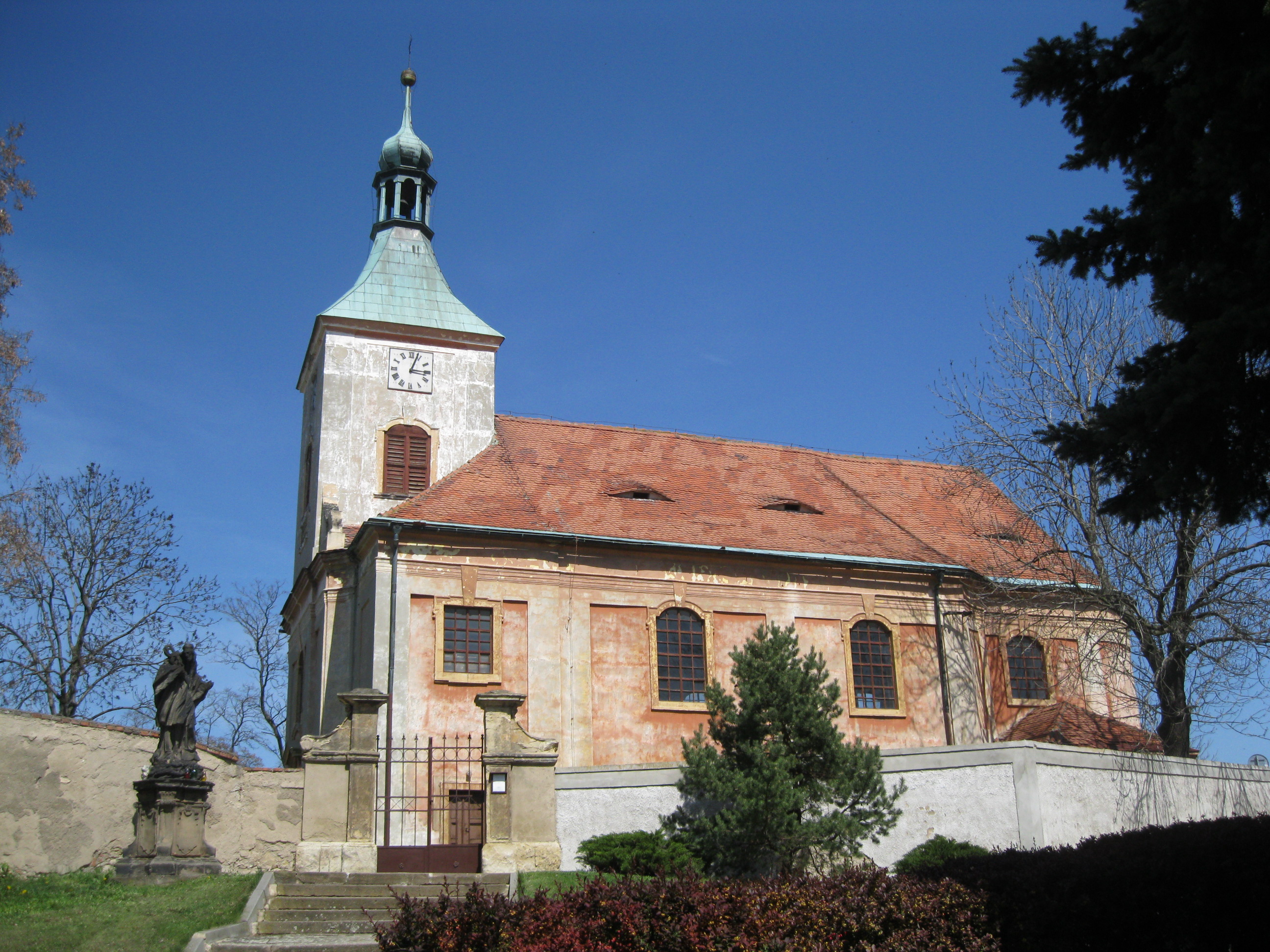
St.-Ägidius-Kirche

- St.-Aegidius-Kirche (Sv. Jilja), erbaut 1767 an der Stelle eines Vorgängerbaus vom Geschlecht der Hrabischitz. Das Torso der Barockkirche bildete ein spätromanisches einschiffiges Gebäude mit einem Turm an der westlichen Seite.
- Berg Milá bei Milá
- Naturreservate „Chloumek“ und „Písečný vrch“

## Söhne und Töchter des Ortes
- Karl Rudolf Karrasz (1846–1912), rumäniendeutscher Komponist, Pianist und Musikpädagoge